# Racismo: Uma História
Racismo: Uma História (em inglês:  Racism: A History) é uma série de documentários britânicos em três partes originalmente transmitida pela BBC Four em março de 2007.
Fez parte da temporada de programas transmitidos na BBC em comemoração do bicentenário do Ato contra o Comércio de Escravos de 1807, um marco da legislação que aboliu o tráfico de escravos no Império Britânico, inserido na chamada "Abolition Season" promovida pelo canal inglês. A série explora o impacto do racismo em escala global e narra as mudanças na percepção da raça e na história do racismo na Europa, nas Américas, na Austrália e na Ásia.
O documentário foi narrado por Sophie Okonedo e dividido em três episódios independentes entre si, cada um contando com cerca de 60 minutos de duração:
1. "O Poder do Dinheiro" (The Colour of Money)
2. "Impactos Fatais" (Fatal Impacts)
3. "Um Legado Selvagem" (A Savage Legacy)

## Recepção
O Institute of Historical Research fez uma revisão positiva em um artigo intitulado 1807 Commemorated que conclui:
"O documentário é um estudo desafiador e altamente inteligente; mantém uma estrutura coerente ao longo dos três episódios que focalizam as origens, o desenvolvimento e o legado do racismo. Seu uso da análise de acadêmicos e indivíduos a partir de uma perspectiva mundial o destaca como uma peça significativa de programação, e sua qualidade de debate garante que sua mensagem seja ouvida."